# Gertrud Rabestein
Gertrud Rabestein (* 5. Januar 1903 in Naumburg; † 1974 in Stollberg/Erzgeb.) war eine deutsche Aufseherin in dem Konzentrationslager Ravensbrück und Oberwachtmeisterin im Gefängnis Naumburg.

## Biografie
Rabestein, gelernte Haushaltsgehilfin, arbeitete als Reinigungskraft im Landgericht Naumburg. Zum 1. Mai 1933 trat sie der Ortsgruppe Naumburg der NSDAP bei (Mitgliedsnummer 2.782.662). Nachdem sie sich 1938 in der Frauenabteilung des Gefängnisses Naumburg als Wärterin bewarb, erhielt sie noch im selben Jahr eine Anstellung als Aufseherin im KZ Lichtenburg. Dort war sie auch mit Maria Mandl und Johanna Bormann tätig. Im Mai 1939 wurde sie mit den anderen Aufseherinnen in das neu eröffnete KZ Ravensbrück bei Fürstenberg versetzt, wo sie zeitweise als Hundeführerin fungierte. Sie erhielt dort den Spitznamen „Rabenaas“, da sie sich gegenüber Häftlingen äußerst brutal verhalten haben soll. Ab 1942 wohnte sie wieder in Naumburg und war bis zum Einmarsch der Roten Armee im April 1945 als Oberwachtmeisterin im Naumburger Gefängnis eingesetzt.
Nach Kriegsende wurde Rabestein in Haft genommen und am 31. August 1948 vom Landgericht Halle (Saale) wegen Mordes und Misshandlung von KZ-Häftlingen zu lebenslangem Zuchthaus verurteilt. Sie war den Rest ihres Lebens inhaftiert und starb 1974 schwerkrank im Frauengefängnis Hoheneck. Mehrere Gnadengesuche, zuletzt 1971 durch ihren Sohn, wurden abgelehnt.

## Prozess gegen Erna Dorn
Öffentliches Aufsehen erregte die Person Gertrud Rabesteins nochmals 1953 in Zusammenhang mit Erna Dorn. Die ehemalige Gestapo-Mitarbeiterin gab sich nach Kriegsende in Halle (Saale) zunächst als ehemalige KZ-Gefangene aus. Im Prozess gegen Gertrud Rabestein 1948 entzog sie sich zwei Jahre lang einer Zeugenaussage durch eine vorgetäuschte Schwangerschaft. Wegen anderer krimineller Delikte wurde Dorn 1951 verhaftet und später verurteilt. Während der Haft gab sie an, Mitarbeiterin der Politischen Abteilung des KZ Ravensbrück gewesen zu sein. Sie wurde von ehemaligen Häftlingen des KZ in der Zeitung Neues Deutschland beschuldigt, als Gertrud Rabestein alias Dorn Verbrechen an KZ-Häftlingen begangen zu haben. Sie wurde, obwohl alle ihre Angaben nicht belegbar waren, als „Die Kommandeuse von Ravensbrück, Erna Dorn alias Rabestein, das Rabenaas“ bezeichnet und verurteilt. Während des Volksaufstandes am 17. Juni 1953 wurde sie von den Aufständischen aus der Haft befreit, tags darauf wieder inhaftiert und am 1. Oktober 1953 als Haupträdelsführerin des Aufstandes in Halle durch das Fallbeil in der Zentralen Hinrichtungsstätte der DDR hingerichtet. Stephan Hermlin verarbeitete den Fall 1957 in der antifaschistischen Novelle „Die Kommandeuse“. Der Neffe Rabesteins bat Hermlin 1985 per Brief, die Novelle wegen des Justizirrtums zu überarbeiten, was Hermlin jedoch ablehnte.